# Улинець Ернест Михайлович
Ернест Михайлович Улинець (1 серпня 1959, Мукачеве, Закарпатська область) — український чиновник; генерал-лейтенант служби цивільного захисту (з серпня 2008), голова Державної інспекції техногенної безпеки України (з 24 грудня 2010).

## Біографія
Народився Ернест Улинець 1 серпня 1959 року в місті Мукачеве.
У 1976–1978 роках — працював на Мукачівському верстатобудівному заводі імені Кірова. У 1978–1981 роках — курсант Львівського пожежно-технічного училища. З серпня 1981 року по вересень 1985 року — інспектор, з грудня 1985 по червень 1991 року — начальник відділення пожежної охорони Мукачівського райвідділу внутрішніх справ Закарпатської області.
У 1988 році закінчив Московську вищу інженерну пожежно-технічну школу МВС СРСР.
З червня 1991 року по грудень 1996 року — заступник начальника та керівник групи держпожнагляду з обслуговування сільської місцевості Четвертої самостійної державної пожежної частина з охорони міста Мукачевого. З грудня 1996 року по квітень 1999 року — заступник начальника та керівник групи держпожнагляду з обслуговування сільської місцевості Четвертої самостійної державної пожежної частини з охорони міста Мукачевого Управління МВС України в Закарпатській області. З квітня 1999 року по лютий 2003 року — начальник Четвертої самостійної державної пожежної частини з охорони міста Мукачевого відділу державної пожежної охорони Управління МВС України в Закарпатській області.
З лютого 2003 року — начальник Четвертої самостійної державної пожежної частини з охорони міста Мукачевого Управління МНС України в Закарпатській області. З березня по жовтень 2005 року — начальник Управління МНС в Закарпатській області. З 29 жовтня 2005 року по 17 березня 2010 року — начальник, з червня по грудень 2010 року — директор Державного департаменту пожежної безпеки.
Депутат Закарпатської обласної ради (2006–2010). Генерал-майор служби цивільного захисту (серпень 2006). Державний службовець третього рангу (червень 2011).

## Сім'я
Одружений, має двох дітей.

## Відзнаки
- 1988 — медаль «За бездоганну службу» III ступеня;
- Нагрудний знак «За бездоганну службу в МВС».[3]